# Gée-Rivière
 Gée-Rivière  (en occitano Gea e Ribèra) es una población y comuna francesa, ubicada en la región de Mediodía-Pirineos, departamento de Gers, en el distrito de Mirande y cantón de Riscle.

## Demografía
| 44 | 44 | 38 | 39 | 51 | 51 |
| Para los censos de 1962 a 1999 la población legal corresponde a la población sin duplicidades (Fuente: INSEE [Consultar]) |    |    |    |    |    |